# Baçorá (Marrocos)
Baçorá (Basra ou al-Basra), alcunhada de al-Hamra ("a Vermelha") é um sítio arqueológico de Marrocos, a capital de verão dos califas idríssidas entre os séculos VIII e X. Situa-se no noroeste do país, entre Souk El Arbaa e Uazane, a 40 quilómetros da costa atlântica. Seu nome deve-se à cidade de Baçorá (em árabe: al-Basrah), no Iraque. O geógrafo e viajante muçulmano do século X ibne Haucal descreveu a cidade como um centro comercial próspero, cujas principais produções eram algodão e cereais. Suas fortificações de barro vermelho que lhe deram a alcunha foram destruídas em 979, mas a cidade perdurou. Contudo, no tempo de Leão, o Africano (ca.  1494–1554) estava em ruínas. Elas estão a 20 quilómetros a nordeste de Souk El Arbaa, 30 quilômetros a oeste de Uazane e 30 quilômetros a sul de Alcácer-Quibir (distâncias por estrada).

## História
A cidade foi fundada provavelmente ao mesmo tempo que Arzila, entre 796  e 803, desenvolveu-se rapidamente de uma pequena localidade para passar a ser o local de residência estival dos emires idríssidas. Em 958, uma expedição de Jauar, o Siciliano, um general do califa fatímida Almuiz Aldim Alá, deu origem a um pequeno estado vassalo dos fatímidas cuja capital era Baçorá e se estendia ao Rife e aos territórios dos berberes gomaras. Em 979, Bologuine ibne Ziri, fundador do Reino Zírida da Ifríquia e Magrebe Central, dirigiu seus exércitos em direção a Ceuta e antes de ser rechaçado pelos zenetas e andalusinos naquela cidade, destruiu as fortificações de Baçorá.
No século XI a cidade desenvolve-se e torna-se uma das maiores aglomerações urbanas de Marrocos. No entanto, no século XII perdeu importância e no XVI confirma seu declínio e abandono. As escavações levadas a cabo no local a partir de 1980 permitiram melhor conhecimento da organização espacial do lugar e descobriu-se uma oficina de metalurgia e utensílios de pedra que atestam a importância arqueológica da cidade. A muralha, que no passado teve dez portas, foi em grande parte destruída e dela não restam mais do que as fundações, que se estendem por 2,5 quilômetros, cercando área de 30 hectares. Foi feita com pequenas pedra de cantaria e reforçada por torres semicirculares. Foi igualmente descoberta uma cisterna de pedra, coberta por abóbada suportada por arcos transversais; as suas dimensões são 4,25 de largura por 6 metros de comprimento.